# Morcoveață
Morcoveață (în franceză Poil de Carotte) este o colecție de povestiri scurte, considerată și lucrare autobiografică, a scriitorului francez Jules Renard. 
Publicată în 1894, cartea prezintă peripețiile din viața unui băiat roșcat și pistruiat. Probabil chiar această copilărie mizeră explică  originile scepticismului și ironiei lui Renard, abilitatea sa de a folosi litote, și stilul său dens și precis.

## Personaje
- François Lepic, poreclit Morcoveață
- Doamna Lepic, mama lui François
- Domnul Lepic, tatăl lui François
- Felix Lepic, fratele mai mare al lui François
- Ernestina Lepic, sora mai mare a lui François
- Honorina, servitoarea familiei
- Agata, nepoata servitoarei
- Matilda, amica lui François
- Nașul lui Morcoveață

## Prezentare
|  | „Dacă voi primi și eu vreodată de Anul Nou, ca Felix, un cal de lemn”, visează Morcoveață, „încalec și-o iau din loc.” | — Albumul lui Morcoveață |

Evenimentele se desfășoară în Franța rurală a secolului XIX. François este al treilea și cel mai mic copil al familiei Lepic. Familia și apropiații îl numesc Morcoveață, din cauza părului roșcat, și a pistruilor ce acesta îi poartă pe chip. Frații săi mai mari, Felix și Ernestina, sunt tratați cu dragoste de mama lor, în timp ce Morcoveață este necontenit disprețuit și supus la abuzuri fizice și emoționale. Seria de umilințe îl afectează pe băiat, acesta încercând chiar să își ia viața. 
Morcoveață își arată furia pe mama sa prin agresivitatea față de animale, fiind incapabil să-și exprime dorința de iubire și recunoaștere, și trăind o viață de singurătate și amărăciune. Morcoveață se străduiește să aibă o relație afectuoasă cu tatăl său, acesta ignorând totuși, atunci când se nimerește acasă, cruzimea pe care o îndură propriul fiu. Singurul adult responsabil de dezvoltarea băiatului se întâmplă a fi nașul său, care îl ia la pescuit, îi gătește și îl primește la el peste noapte.
La școală, Morcoveață are rezultate slabe și preferă să-și dedice timpul scamatoriilor. În timp ce locuiește la internat, acesta comunică cu tatăl său prin scrisori, solicitându-i anumite cărți pentru studiu. Părintele îi răspunde însă evaziv, și nu îi trimite cele cerute.
În final, întors acasă, Morcoveață își face curaj și, pentru prima dată, își înfruntă mama. Aceasta îi ordonă să meargă la moară ca să ia niște unt, iar băiatul refuză în repetate rânduri. Umilit în public, tânărul se ține tare în fața femeii, iar aceasta renunță, pentru moment, la comenzile sale abuzive.

## Adaptări

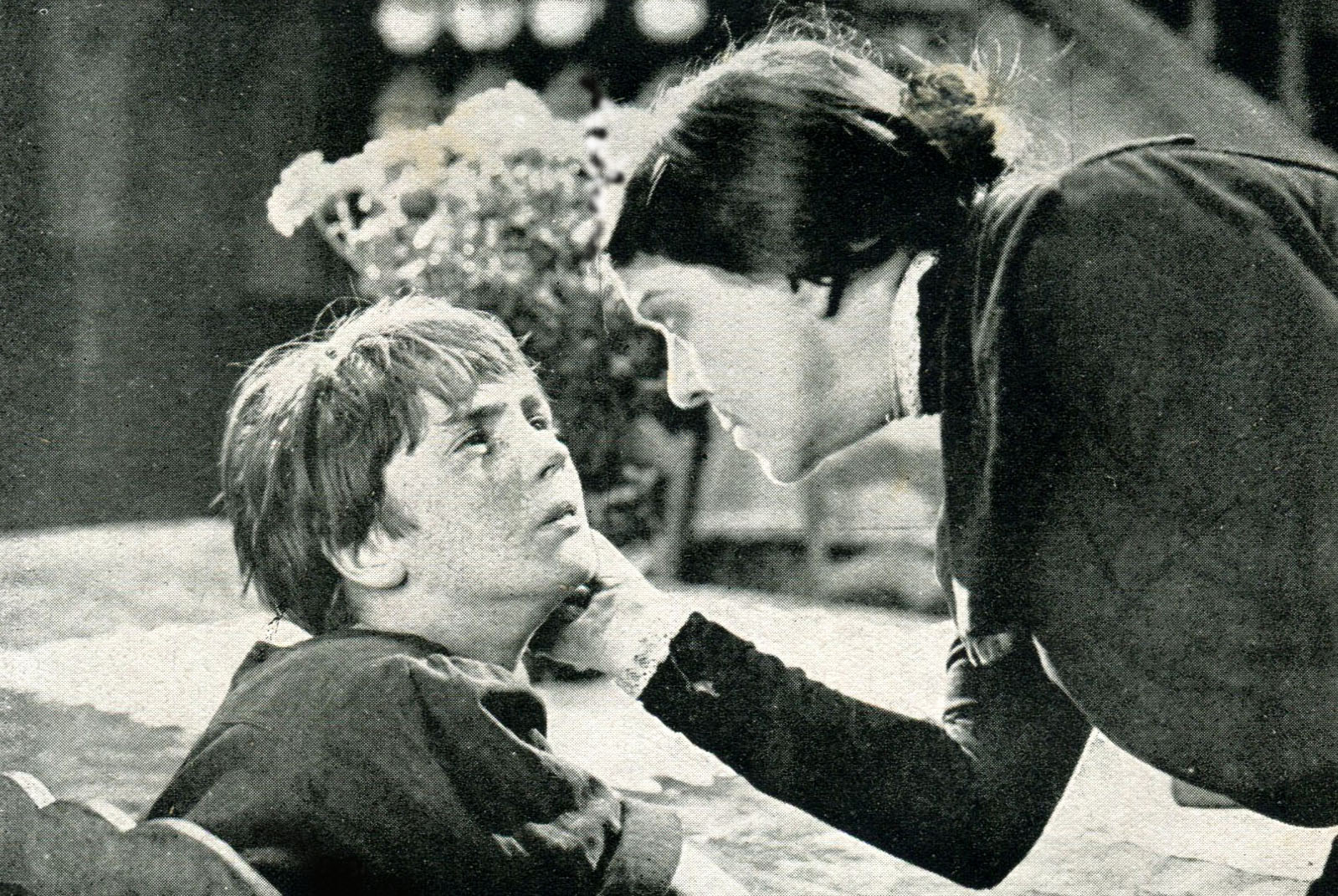
Scenă din Poil de carotte (1925)

- Autorul și-a transpus lucrarea pe scenă în 1900, alături de André Antoine.[1]
- În 1903, Charles Frohman a produs o versiune în engleză, numită Carrots, cu Ethel Barrymore în rolul lui François.[2]
- Julien Duvivier a adaptat cartea de două ori: în 1925 ca film mut, și în 1932, cu sunet.[3]
- Paul Mesnier a regizat filmul The Red Head în 1952.[4]
- Henri Graziani a adaptat povestea în 1973, într-un film cu  Philippe Noiret și Monique Chaumette.